# Đại học Kyorin
Đại học Kyorin (杏林大学 Kyorin daigaku) là một trường đại học tư thục Nhật Bản.

## Khoa
- Mitaka campus(Mitaka, Tokyo):Trụ sở
  - Khoa Khoa Y
- Inokashira campus(Mitaka, Tokyo)
  - Khoa Khoa học chăm sóc sức khỏe
  - Khoa Khoa học xã hội
  - Khoa Ngoại ngữ
- Trường sau đại học
- Hachiōji campus(Hachiōji, Tokyo)